# Біла Гора (Новгородська область)
Біла Гора (рос. Белая Гора) — присілок в Новгородському районі Новгородської області Російської Федерації.
Населення становить 343 особи. Входить до складу муніципального утворення Бронницьке сільське поселення.

## Історія
Від 2004 року входить до складу муніципального утворення Бронницьке сільське поселення.

## Населення
| 2010 |
| ---- |
| 343  |